# Haut-Médoc
Region Haut-Médoc stanowi większą, południową część rejonu Médoc w okolicach Bordeaux w zachodniej Francji. Wina produkowane tam są przede wszystkim ze szczepów cabernet sauvignon oraz merlot.
Najbardziej znane wina z tego rejonu pochodzą z posiadłości Châteaux Belgrave, Château de Camensac, Château Cantemerle, Châteaux La Lagune oraz Châteaux La Tour Carnet.